# Park Narodowy Iriomote-Ishigaki
Park Narodowy Iriomote-Ishigaki (jap. 西表石垣国立公園 Iriomote-Ishigaki Kokuritsu Kōen) – park narodowy w Japonii, w prefekturze Okinawa, utworzony 15 maja 1972 roku. Znajduje się na wyspach archipelagu Yaeyama. Okoliczne obszary morskie zostały również wyznaczone jako obszar PN Iriomote. 
W sierpniu 2007 r. park został rozszerzony o wyspy Ishigaki i obecnie jego powierzchnia lądowa wynosi 21,958 ha.  

Park znany jest jako siedlisko dzikich kotów (Kot z Iriomote).

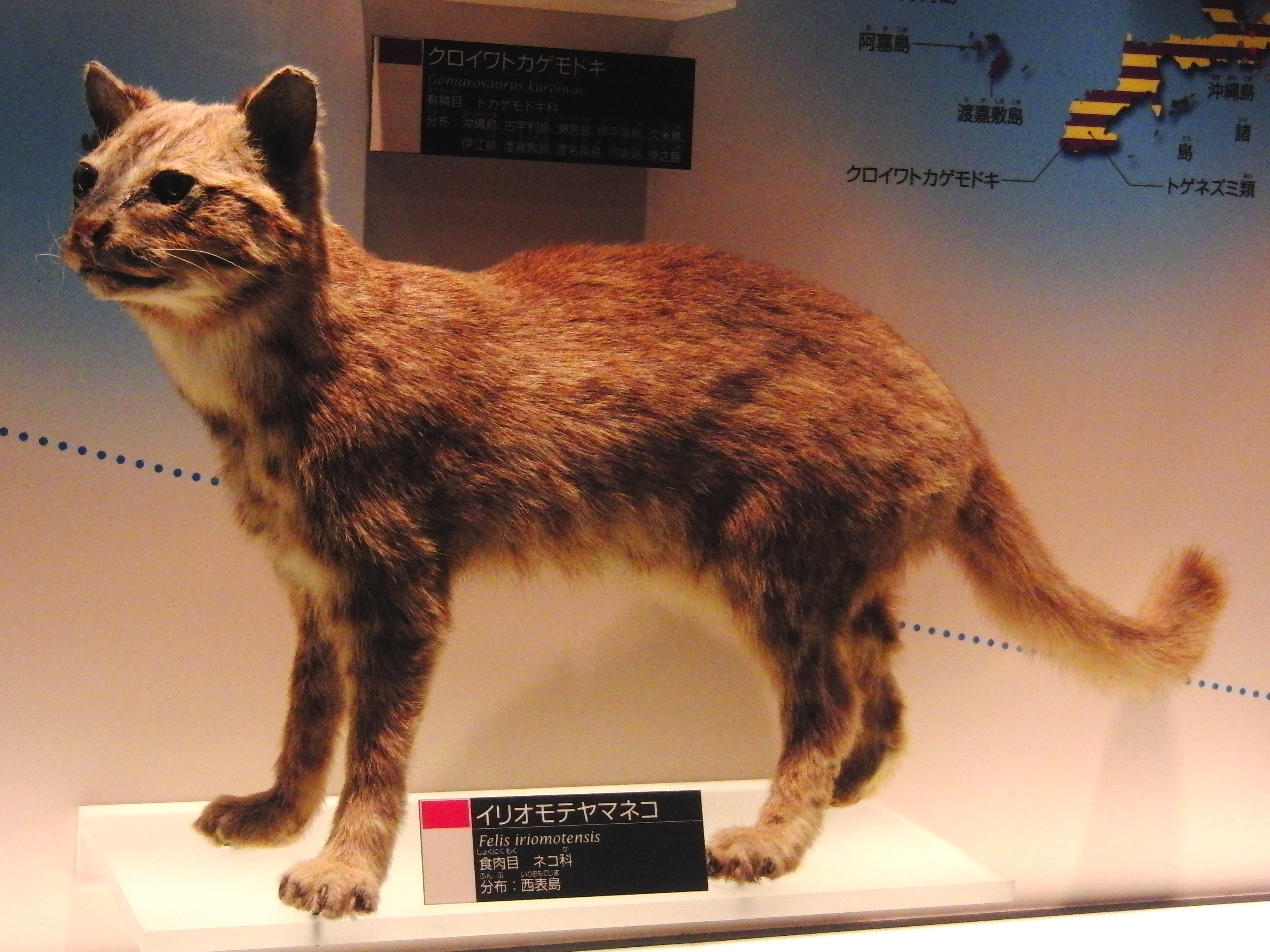
Kot z Iriomote

## Zobacz też

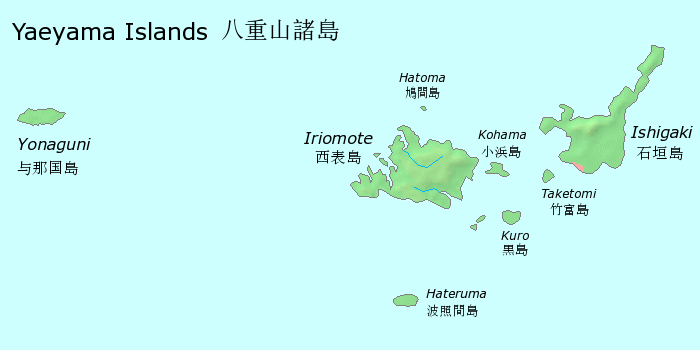
Wyspy Yaeyama